# Käthe Leu
Käthe Leu (* 1881; † 1933 in Danzig) war eine deutsche Politikerin und eine von zwei weiblichen Delegierten auf dem ersten Reichsrätekongress vom 16. bis 21. Dezember 1918.

## Leben
Sie war mit dem Danziger sozialdemokratischen Parteisekretär Georg Leu verheiratet. Sie war Hausfrau und außerdem in Danzig politisch und gewerkschaftlich tätig. Sie gehörte der SPD an und wechselte 1918 zur USPD.
Sie wurde in Danzig als eine von zwei Frauen in den ersten Reichsrätekongress gewählt. Wie es zu dieser Wahl kam, ist nicht bekannt. Sie war die einzige Frau, die während des Kongresses am 20. Dezember 1918 das Wort ergriff. Zu diesem Zeitpunkt herrschte im Saal große Unruhe. Sie stellte einen Antrag dahingehend, dass es die besondere Aufgabe der Revolution sei, die bisher zurückgesetzten Interessen der Frauen tatkräftig zu unterstützen. Dass sie als Frau auf dem Kongress reden konnte, wertete sie als Beweis für den Aufbruch in eine neue Zeit. Sie warb dafür die meist politisch ungebildeten Frauen mit dem Sozialismus vertraut zu machen. Sie sprach sich gegen eine Spaltung der revolutionären Bewegung aus. Ihr Antrag wurde angenommen, obwohl wegen des Lärms nur wenige Delegierten verstanden haben, worum es ging.
Im Jahr 1919 kandidierte sie für die USPD für die Weimarer Nationalversammlung. Seit 1930 war sie gelähmt. Nach der Verhaftung ihres Mannes Anfang Mai 1933 im Büro des Zentralverbandes der Angestellten erlitt sie einen Schock und starb daran.